# میچیاکی کاکیموتو
میچیاکی کاکیموتو (ژاپنی: 柿本倫明؛ زادهٔ ۶ اکتبر ۱۹۷۷) بازیکن فوتبال اهل ژاپن است.
از باشگاه‌هایی که در آن بازی کرده‌است می‌توان به باشگاه فوتبال ماتسوموتو یاماگا، باشگاه فوتبال سرزو اوساکا، و باشگاه فوتبال آویسپا فوکوئوکا اشاره کرد.